# 버라이즌 (모바일 네트워크)
버라이즌(Verizon)은 미국에서 가장 큰 무선 전기 통신 네트워크를 운영한다. 버라이즌 와이어리스는 미국 최대의 무선 회사이자, 최대의 무선 데이터 공급 업체이다. 2012년 말, 이 회사는 108,700,000명의 미국 내 가입자를 갖추고 있다. 버라이즌 커뮤니케이션스와 보다폰의 합작 투자로 2000년 설립되었으며, 각 투자사의 지분율은 버라이즌 55%, 보다폰 45%였다. 그러나 2013년 9월 2일 버라이즌 커뮤니케이션스는 보다폰이 소유하고 있던 이 회사의 지분을 1,300억 달러를 들여 모두 매입하기로 결정하였다.

## 주파수 요약
| 주파수 대역           | 대역 번호 | 프로토콜          | 세대  | 상태                       |
| --------------------- | --------- | ----------------- | ----- | -------------------------- |
| 850 MHz CLR           | 0         | 1xRTT/EV-DO/eHRPD | 2G/3G | Active/Refarming to 4G LTE |
| 1900 MHz PCS          | 1         | 1xRTT/EV-DO/eHRPD | 2G/3G | Active/Refarming to 4G LTE |
| 850 MHz CLR           | 5         | LTE               | 4G    | Active/Refarming to 4G LTE |
| 1900 MHz PCS          | 2         | LTE               | 4G    | Active/Refarming to 4G LTE |
| 700 MHz Upper C Block | 13        | LTE               | 4G    | Active                     |
| 1700/2100 MHz AWS     | 4/66      | LTE               | 4G    | Active                     |